# Limnonectes doriae
Limnonectes doriae är en groddjursart som först beskrevs av George Albert Boulenger 1887.  Limnonectes doriae ingår i släktet Limnonectes och familjen Dicroglossidae. IUCN kategoriserar arten globalt som otillräckligt studerad. Inga underarter finns listade i Catalogue of Life.